# 観光協会
観光協会（かんこうきょうかい）とは観光地と呼ばれる地域内の観光振興を目的とした観光事業者。

## 日本における観光協会
都道府県単位の協会および市町村で構成される協会がある。都道府県団体の上部組織として、公益社団法人日本観光振興協会がある。都道府県名を冠した観光協会は大抵の場合、市町村が設置する観光協会の上部組織と思われがちだが実際には個々に独立した組織である。なお、観光資源が少ない自治体や小規模な自治体には観光協会が設置されていない場合も多く、逆に自治体内に複数の著名な観光地がある場合や、平成の大合併により面積が拡大した自治体には複数の観光協会が設けられている場合もある。

### 沿革
観光協会の淵源は、戦前の名勝・景勝・旧蹟の保護や保存（保勝）を目的とした団体である「保勝会」である。また1919年に都市計画法が制定され、同法第10条第2項で文化的景観のある地区の「風致又ハ風紀ノ維持ノ為」に「風致地区」が指定されるようになると、地区内の風紀ノ維持を行う民間団体として「風致協会」と呼ばれた団体も設立された。これらの団体が1930年代ごろに徐々に「観光協会」に名称を変えていった。

### 財源
主な財源は国および地方自治体からの補助金、会員からの会費、観光イベントなどにおける収入、各種団体からの観光を目的とした事業の委託などにより賄われている。
実際に観光施設や駐車場などの運営事業を持っている場合は、当該事業から黒字が出ている限り、観光協会の自主財源ができるため、組織運営は安定する。しかし、赤字に陥った場合は、会社組織に比べて意思決定機構が複雑で、極端な場合、当該組織では意思決定できず、管掌する行政の指導・助言を仰いだりする場合もある。この場合、行政と観光協会とで責任の擦り付け合いになり、組織としての意思決定が遅れ、結果として思い切った構造改革ができず、赤字累積となる危険性もはらんでいる。2018年3月には、徳島市観光協会が地元・徳島市から破産手続開始の申立てを受ける事態になった。

### 組織形態
公益的な団体である。都道府県と観光地を擁するの市の観光協会については、ほとんどが社団法人又は財団法人という法人形態をとっている。町村の観光協会のほとんどは法人化はおこなっておらず、任意団体の形態をとっている。小規模ながらも活動的な観光協会のなかには、特定非営利活動法人に移行するところもある。
観光協会の意思決定は、年1回の会員総会において行われる。しかし、実際には決算報告と予算案の審議がおこなわれる形式的なものである。通常は、会員から選ばれた会長、副会長のほか数名から10数名の理事、監事による役員会が、年に数回開催され、実質的な意思決定機関となっている。観光協会によっては、地方自治体の首長や議員、商工関係団体から顧問や参与などを迎える場合もある。ただし、事務局の体制が充実していると、役員配置は形骸化する場合がある。このほかに、役員を中心にいくつかの専門委員会、作業部会が設けられることもある。
独自の例では、長野県南信州地域では、飯田市や下伊那郡の町村と地元民間企業からの出資による「株式会社南信州観光公社」としている。また、千葉県印旛郡栄町の栄町観光協会は特定非営利活動法人の形態をとっている。

## 欧米におけるDMO
欧米では広域観光のレベルで法人格をもったDMO（Destination Management/Marketing Organization、日本語では広域観光推進機構、観光地域づくり法人などと訳される）が設立されている例が多い。日本では自治体ごとの観光協会はあっても広域観光の組織は財政基盤が弱く非常勤職員の多い調整連絡団体にとどまっていることが多いため、日本版DMOの結成が各地で試みられている。